# Gespanschaft Sisak-Moslavina
Die Gespanschaft Sisak-Moslavina [ˈsiːsak ˈmɔslaʋina] (kroatisch Sisačko-moslavačka županija) ist eine Gespanschaft in Zentralkroatien. Sie liegt südlich von Zagreb und grenzt im Süden an Bosnien-Herzegowina. Sie hat eine Fläche von 4.448 km² und 137.876 Einwohner (Stand 31. Dezember 2021). Der Verwaltungssitz ist Sisak.

## Bevölkerung

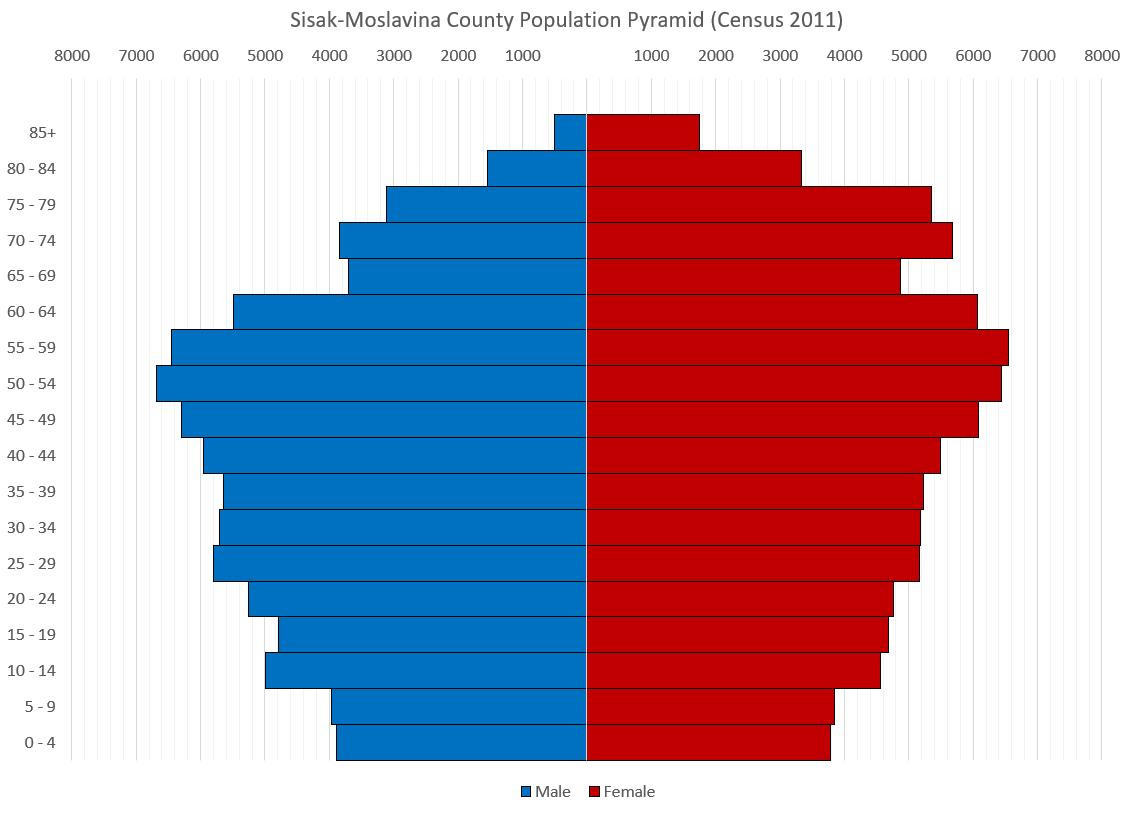
Alterspyramide der Gespanschaft Sisak-Moslavina (Volkszählung 2011)

Zusammensetzung der Bevölkerung nach Nationalitäten (Daten der Volkszählung von 2011):
| Ethnie    | Anzahl  | Prozent |
| --------- | ------- | ------- |
| Kroaten   | 142.077 | 82,39 % |
| Serben    | 021.002 | 12,18 % |
| Bosniaken | 002.464 | 01,43 % |
| Roma      | 001.463 | 00,85 % |
| Tschechen | 000.578 | 00,34 % |
| Albaner   | 000.576 | 00,33 % |
| Ukrainer  | 000.257 | 00,15 % |
| Slowaken  | 000.212 | 00,12 % |
| Italiener | 000.183 | 00,11 % |

## Städte und Gemeinden
Die Gespanschaft Sisak-Moslavina ist in 6 Städte und 13 Gemeinden gegliedert. Diese werden nachstehend jeweils mit der Einwohnerzahl zur Zeit der Volkszählung von 2011 aufgeführt.

### Städte
| Stadt               | Einw.  |
| ------------------- | ------ |
| Glina               | 09.283 |
| Hrvatska Kostajnica | 02.756 |
| Kutina              | 22.760 |
| Novska              | 13.518 |
| Petrinja            | 24.671 |
| Sisak               | 47.768 |

### Gemeinden
| Gemeinde         | Einw.  |
| ---------------- | ------ |
| Donji Kukuruzari | 01.643 |
| Dvor             | 05.570 |
| Gvozd            | 02.970 |
| Hrvatska Dubica  | 02.089 |
| Jasenovac        | 01.997 |
| Lekenik          | 06.032 |
| Lipovljani       | 03.455 |
| Majur            | 01.185 |
| Martinska Ves    | 03.488 |
| Popovača         | 11.905 |
| Sunja            | 05.748 |
| Topusko          | 02.985 |
| Velika Ludina    | 02.625 |

## Verkehr
| Autobahnen                                        | A3, A11 (im Bau)     |         |
| Nationalstraßen (Državne ceste)                   | D30, D31, D36, D37 … | 419 km  |
| Gespanschaftsstraßen (Županijske ceste)           |                      | 797 km  |
| Lokalstraßen (Lokalne ceste)                      |                      | 751 km  |
| Nicht-klassifizierte-Straßen (Nerazvrstane ceste) |                      | 2000 km |